# Porceleinspinnetje
Het Centromerus prudens (tên tiếng Anh: porceleinspinnetje) là một loài nhện trong họ Linyphiidae.
Loài này thuộc chi Centromerus. Nó được Octavius Pickard-Cambridge miêu tả năm 1873.